# Aleksandr Sergeevič Jakovlev

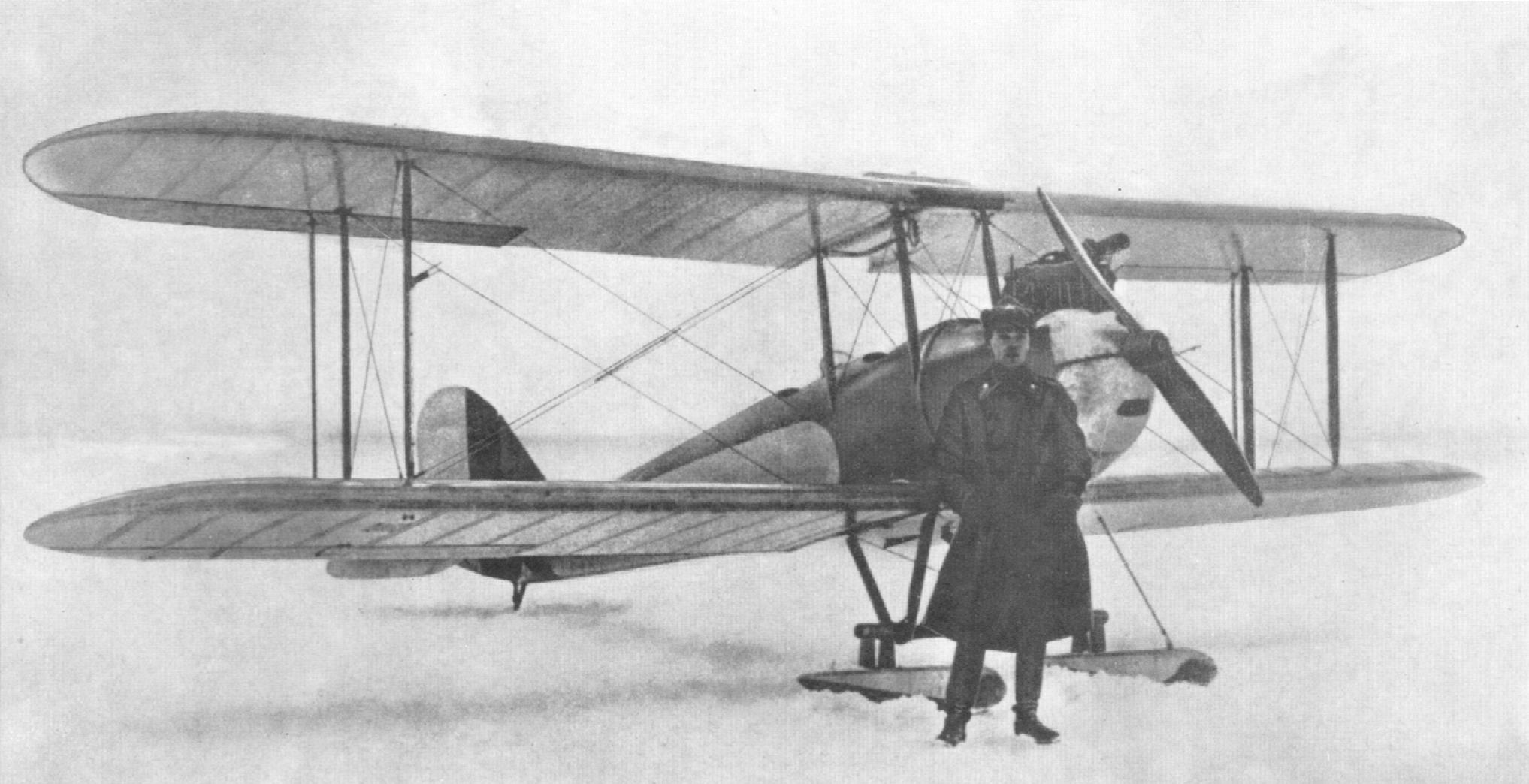
L'AIR-1 o Ja1, primo aereo progettato da Jakovlev a 21 anni.

Aleksandr Sergeevič Jakovlev (in russo Александр Сергеевич Яковлев?; Mosca, 1º aprile 1906, 19 marzo del calendario giuliano – Mosca, 22 agosto 1989) è stato un generale e politico sovietico, capo dell'OKB 115. Ha progettato i velivoli militari Yakovlev e ha fondato il Yakovlev Design Bureau..

## Biografia
Jakovlev nacque a Mosca, dove suo padre era un impiegato della compagnia petrolifera dei fratelli Nobel. Nel 1922 costruì il suo primo modello di aereo nell'ambito di un progetto scolastico. Nel 1924 costruì un velivolo, l'AVF-10, che fece il suo primo volo il 24 settembre 1924. Il progetto vinse un premio e gli consentì l'accesso come lavoratore presso l'Accademia per studi di ingegneria aeronautica Žukovskij in quanto i suoi ripetuti tentativi di ottenere l'ammissione agli studi non ebbero successo, poiché non era di origini proletarie.
Nel 1927, Jakovlev progettò il suo primo aereo, un velivolo ultraleggero che chiamò AIR-1 con la sigla che derivava dal nome di un politico sovietico molto famoso all'epoca, Aleksej Ivanovič Rykov. L'aereo venne poi ridenominato VVA-3 e i militari sovietici ne furono talmente impressionati che permisero a Jakovlev di essere ammesso agli studi in Accademia.
Jakovlev si laureò nel 1931 e fu poi assegnato alla stabilimento di aviazione di Mosca № 39, dove nel 1932 fu istituito il suo primo ufficio di progettazione di aeromobili leggeri del quale divenne il capo progettista (1956-1984). L'ufficio di progettazione prese il suo nome.

## L'OKB Yakovlev
L'ufficio di progettazione Yakovlev sviluppò un gran numero di aerei da combattimento utilizzati dalla aviazione militare sovietica durante la seconda guerra mondiale. Particolarmente noti sono lo Yak-1, Yak-3 e Yak-9, nonché lo Yak-6. Nel 1945 Jakovlev progettò uno dei primi aeromobili sovietici con motore a getto: lo Yak-15. Ha anche ideato il primo intercettore sovietico ognitempo, lo Yak-25P e il primo bombardiere supersonico sovietico, lo Yak-28. Nel dopoguerra, Jakovlev divenne meglio conosciuto anche in occidente per il suo progetto di aereo civile: lo Yak-42, un velivolo medio a tre motori e per i numerosi modelli impiegati per l'acrobazia aerea.

## Carriera politica
Jakovlev divenne membro del Partito Comunista dell'Unione Sovietica nel 1938. e divenne tra il 1940-1946 vice-ministro dell'aviazione sotto Iosif Stalin. Prima dell'inizio della seconda guerra mondiale, visitò diversi paesi esteri, tra cui l'Italia, l'Inghilterra e la Germania, per studiare lo sviluppo di aerei negli altri stati. Dopo l'inizio della guerra, supervisionò l'evacuazione delle fabbriche di aerei ad est per allontanarle dal fronte di combattimento, e si occupò dell'organizzazione della produzione, pur continuando a lavorare come capo progettista del suo ufficio di progettazione. Nel 1940 gli venne conferita la decorazione di Eroe del lavoro socialista, la massima decorazione attribuita per meriti eccezionali in campo economico e culturale. In seguito gli verrà conferita una seconda volta nel 1957.
Dal 1943 divenne membro per corrispondenza della Accademia sovietica della scienze. Nel 1946 gli venne conferito il grado di colonnello generale dell'aviazione.
Nel 1976 Jakovlev divenne membro effettivo dell'Accademia sovietica della scienze. È stato deputato del Soviet Supremo dell'Unione Sovietica dal 1946 al 1989. Si ritirò dall'attività il 21 agosto 1984. Morto il 22 agosto 1989, è stato sepolto nel Cimitero di Novodevičij a Mosca.